# 주배선반

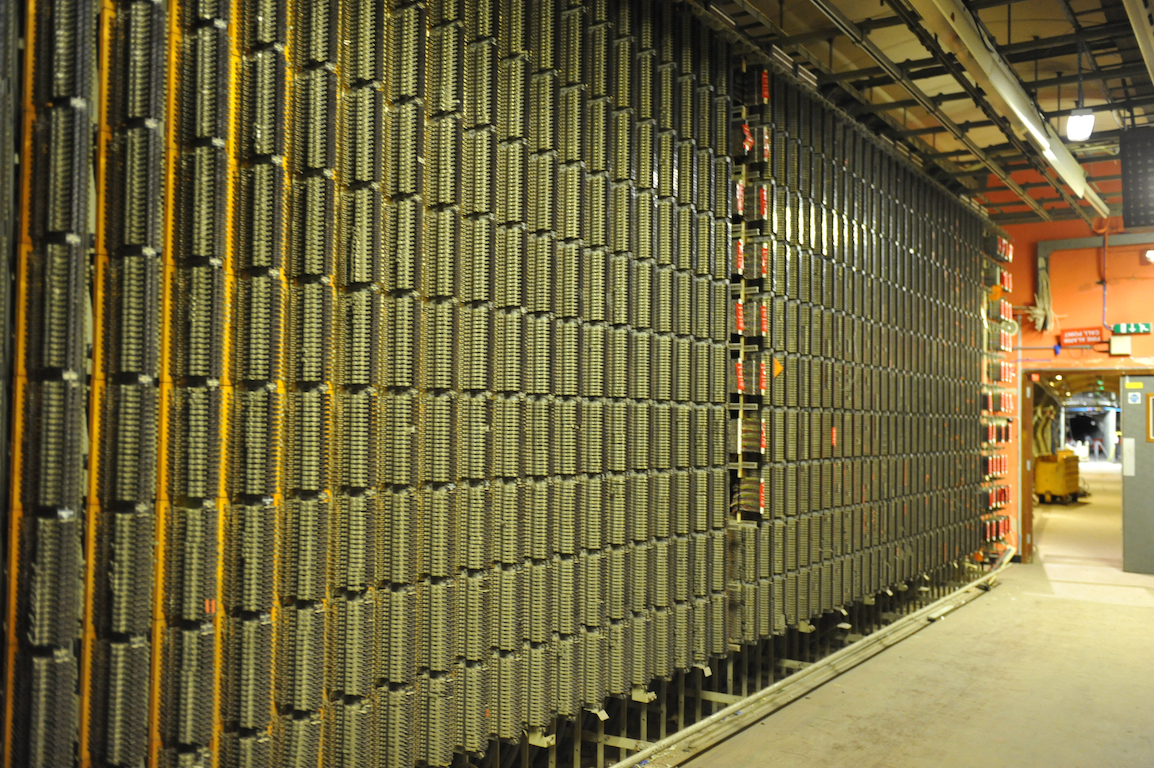

주배선반(主配線盤, 영어: main distribution frame, MDF or main frame)은 외부 회선과 내부 회선이 연결되는 유니트이다. 내부 네트워크에 연결하기 위해 빌딩 내로 들어오는 공중 또는 사설 회선을 연결하며, 전화 회사에서, 주배선반은 일반적으로 전화 교환기에 아주 근접하여 설치되어 있다. 일반적으로 선로 측의 단자 수는 교환기 측의 단자 수보다 많으므로 주배선반은 집선(集線)의 역할을 한다.